# Too Late to Cry
Too Late to Cry è il primo album in studio della cantante e violinista statunitense Alison Krauss, pubblicato nel 1987.

## Tracce
1. Too Late to Cry (John Pennell) – 2:51
2. Foolish Heart (John Pennell) – 3:27
3. Song for Life (Rodney Crowell) – 2:54
4. Dusty Miller (trad.) – 3:40
5. If I Give My Heart (John Pennell) – 4:05
6. In Your Eyes (John Pennell) – 3:15
7. Don't Follow Me (John Pennell)– 2:44
8. Gentle River (Todd Rakestraw) – 4:26
9. On the Borderline (John Pennell ) – 3:40
10. Forgotten Pictures (Tony Trischka) – 2:22
11. Sleep On (Nelson Mandrell) – 2:23